# Lista över insjöar i Sundbybergs kommun
Detta är en lista över sjöar i Sundbybergs kommun baserad på sjöns utloppskoordinat. Om någon sjö saknas, kontrollera grannkommunens lista eller kategorin Insjöar i Sundbybergs kommun.

## Lista
| Namn    | Koordinat                                     | Sjöid         | VYID          | Yta (km²) | Strandlinje (km) | Höjd (m) | Maxdjup (m) | Volym (m³) | HARO  | Natura 2000 |
| ------- | --------------------------------------------- | ------------- | ------------- | --------- | ---------------- | -------- | ----------- | ---------- | ----- | ----------- |
| Lötsjön | 59°22′18″N 17°58′03″Ö / 59.37171°N 17.96739°Ö | 658545-162319 | 658544-162292 | 0,061     | 1,12             | 3,2      | 3           | 90 000     | 60061 |             |